# 프레헬

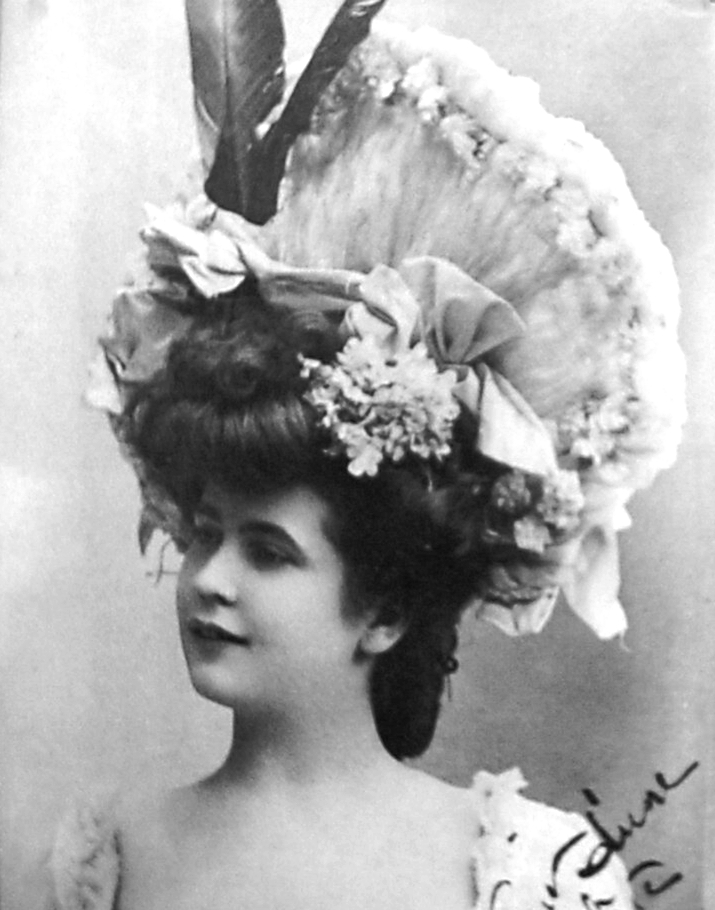

프레헬(Frehel, 1891년 ~ 1951년)은 프랑스의 가수이다. 본명은 마르게리트 (Marguerite Boulc'h). 파리에서 태어나 5세 때부터 장님 악사와 함께 거리에서 노래를 불렀다. 15세 때 로베르티를 알게 되고 교육을 받아 유명해졌다. 이윽고 아파슈의 여왕 등으로 인기가 높아졌으며, 모리스 슈발리에의 애인이 되었다. 말년에 자유분방한 생활로 인해 알코올 중독에 걸려 가난 속에서 일생을 마쳤다.

## 노래
- Comme un moineau (1925)
- Où est-il donc? (1926)
- À la dérive (1932)
- Si tu n'étais pas là (1934)
- Où sont tous mes amants (1935)
- Tel qu'il est (1936)
- La Der des der (1939)
- La Java bleue (1939)